# Nürnberger Versicherungscup 2019
La Nürnberger Versicherungscup 2019 è stato un torneo di tennis giocato all'aperto sulla terra rossa. È stata la settima edizione del Nürnberger Versicherungscup, che fa parte della categoria International nell'ambito del WTA Tour 2019. Si è giocato al Tennisclub 1. FC Nürnberg di Norimberga, in Germania, dal 20 al 25 maggio 2019.

## Partecipanti

### Teste di serie
| Nazionalità | Giocatrice             | Ranking* | Testa di serie |
| ----------- | ---------------------- | -------- | -------------- |
| Kazakistan  | Julija Putinceva       | 38       | 1              |
| Rep. Ceca   | Kateřina Siniaková     | 45       | 2              |
| Australia   | Ajla Tomljanović       | 47       | 3              |
| Stati Uniti | Alison Riske           | 52       | 4              |
| Russia      | Ekaterina Aleksandrova | 58       | 5              |
| Belgio      | Kirsten Flipkens       | 60       | 6              |
| Russia      | Evgenija Rodina        | 68       | 7              |
| Germania    | Andrea Petković        | 69       | 8              |

* Ranking al 13 maggio 2019.

### Altre partecipanti
Le seguenti giocatrici hanno ricevuto una Wild card per il tabellone principale:
- Anna-Lena Friedsam
- Svetlana Kuznecova
- Sabine Lisicki

Le seguenti giocatrici sono passate dalle qualificazioni:

- Çağla Büyükakçay
- Jana Čepelová
- Quirine Lemoine
- Jule Niemeier
- Laura Ioana Paar
- Nina Stojanović

### Ritiri
Prima del torneo
- Katie Boulter → sostituita da  Paula Ormaechea
- Margarita Gasparjan → sostituita da  Misaki Doi
- Julia Görges → sostituita da  Kristýna Plíšková
- Polona Hercog → sostituita da  Sorana Cîrstea
- Taylor Townsend → sostituita da  Vitalija D'jačenko

Durante il torneo
- Dalila Jakupovič
- Vera Lapko

## Punti
| Evento    | V   | F   | SF  | QF | 2T   | 1T | Q    | Q2   | Q1   |
| Singolare | 280 | 180 | 110 | 60 | 30   | 1  | 18   | 12   | 1    |
| Doppio    | 280 | 180 | 110 | 60 | N.D. | 1  | N.D. | N.D. | N.D. |

## Montepremi
| Evento    | V       | F       | SF      | QF     | 2T     | 1T     | Q2     | Q1   |
| Singolare | $43,000 | $21,400 | $11,500 | $6,175 | $3,400 | $2,100 | $1,020 | $600 |
| Doppio    | $12,300 | $6,400  | $3,435  | $1,820 | $960   | N.D.   | N.D.   | N.D. |

## Campionesse

### Singolare
Julija Putinceva ha sconfitto in finale  Tamara Zidanšek con il punteggio di 4-6, 6-4, 6-2.
- È il primo titolo in carriera per Putinceva.

### Doppio
Gabriela Dabrowski /  Xu Yifan hanno sconfitto in finale  Sharon Fichman /  Nicole Melichar con il punteggio di 4-6, 7–6(5), [10-5].